# 坏死线虫属
坏死线虫属（学名：Cacopaurus）是半穿刺线虫科下的一个属。本属是由Thorne于1943年设立的。仅有瘟疫坏死线虫 Cacopaurus pestis一种。

## 下属物种
本属包括以下物种：
- 瘟疫坏死线虫 Cacopaurus pestis Thorne, 1943